# Goodrich (Texas)
Goodrich es una ciudad ubicada en el condado de Polk en el estado estadounidense de Texas. En el Censo de 2010 tenía una población de 271 habitantes y una densidad poblacional de 148,42 personas por km².

## Geografía
Goodrich se encuentra ubicada en las coordenadas 30°36′33″N 94°56′48″O / 30.60917, -94.94667. Según la Oficina del Censo de los Estados Unidos, Goodrich tiene una superficie total de 1.83 km², de la cual 1.83 km² corresponden a tierra firme y (0%) 0 km² es agua.

## Demografía
Según el censo de 2010, había 271 personas residiendo en Goodrich. La densidad de población era de 148,42 hab./km². De los 271 habitantes, Goodrich estaba compuesto por el 69.37% blancos, el 15.87% eran afroamericanos, el 0.74% eran amerindios, el 0% eran asiáticos, el 0% eran isleños del Pacífico, el 12.55% eran de otras razas y el 1.48% pertenecían a dos o más razas. Del total de la población el 21.77% eran hispanos o latinos de cualquier raza.